# Ашкадарська сільська рада
Ашкадарська сільська рада (рос. Ашкадарский сельский совет) — муніципальне утворення у складі Стерлітамацького району Башкортостану, Росія. Адміністративний центр — присілок Новофедоровське.

## Населення
Населення — 492 особи (2014, 626 в 2010, 633 в 2002).

## Склад
До складу поселення входять такі населені пункти:
| Населений пункт           | Населення, осіб (2002) | Населення, осіб (2010) |
| ------------------------- | ---------------------- | ---------------------- |
| Веденовка, присілок       | 66                     | 73                     |
| Григор'євка, присілок     | 106                    | 86                     |
| Максютово, присілок       | 137                    | 139                    |
| Новофедоровське, присілок | 324                    | 328                    |